# KAZUMI
KAZUMI（カズミ）は、日本のダンサー、パフォーマー。身長154cm。
自身の卓越した体の柔軟性を生かした「軟体アニメーションダンス」というジャンルを確立。「軟体KAZUMIスパイダー」という大技を持つ。
一時期、怪我に悩まされていた。ダンスの道を断念せざるを得ないほどの事態であったが、現在ではそれを乗り越え、「ダンスを広める」「見せるダンスをする」ことを信条に活動の場を広げている。

## 経歴

### 2006年
- イズミカンパニーダンスコンテストで特別賞を受賞
- 『ユトレヒト』のプロモーションビデオに出演
- ハドソンのダンス着ムービーでKAZUMIのダンスが配信中[いつ?]

### 2007年
- 関西テレビ『フジヤマ☆スタア』に出演[いつ?]
- テレビ東京『史上最強のドッキリ大作戦！特殊メイクで芸能人大変身！第3弾』に出演
- 中京テレビ『スーパーチャンプル』ダンサーランキング10位にランクイン
- 中京テレビ『スーパーチャンプル』週刊MVP獲得
- 『日経エンタテインメント!』11月号にKAZUMIの記事が掲載
- 『Seventeen』22号にKAZUMIの記事が掲載
- 中京テレビ『スーパーチャンプル』に出演[いつ?]
- フジテレビ『めざましテレビ “広人苑II”』に出演
- 毎日放送『ちちんぷいぷい』に出演[いつ?]
- TBS『ブロードキャスター』に出演[いつ?]
- 東京ディズニーシー『ダンス・ショーケース』に出演[いつ?]
- 『週刊実話』にKAZUMIの記事が掲載[どれ?]
- 日本テレビ『THEワイド』に出演[いつ?]
- 日本テレビ『スッキリ!!』に2回出演（2回目は生出演）[いつ?]
- 中央酪農会議『牛乳に相談だ。』のCMに出演
- オートバックスの店頭CMに出演
- NECダイレクトのCMに出演

### 2008年
- フジテレビ『クイズ!ヘキサゴンII 超クイズパレード秋の3時間ファミリースペシャル』に回答者として出演
- 日本テレビ『ダウンタウンのガキの使いやあらへんで! 年末スペシャル』に出演
- 朝日放送『クイズ!紳助くん』に回答者として出演[いつ?]
- 『エンターテイメントDash』にKAZUMIの記事が掲載[どれ?]
- テレビ東京『Hi! Hey! Say!』に出演[いつ?]
- 『TVガイド』第47巻第37号にKAZUMIの記事が掲載
- 日本テレビ『世界まる見え!テレビ特捜部』に出演[いつ?]
- 日本テレビ『グッときた名場面ベスト55』にランクイン
- 北京で行われた日中韓現代アート交流展『楽園』に出演
- 日本テレビ『行列のできる法律相談所』に3回出演[いつ?]

### 2009年
- 日本テレビ『ものまねバトル』にコロッケと出演[いつ?]
- 日本テレビ『人生が変わる1分間の深イイ話スペシャル』に出演[いつ?]

## 出演

### テレビ番組
- スッキリ!!（日本テレビ）[いつ?]
- スーパーチャンプル（中京テレビ）[いつ?]
- 行列のできる法律相談所（日本テレビ）[いつ?]
- 世界まる見え!テレビ特捜部（日本テレビ）[いつ?]
- クイズ!ヘキサゴンII（フジテレビ）[いつ?]
- ダウンタウンのガキの使いやあらへんで!!大晦日スペシャル!! 絶対に笑ってはいけない新聞社24時（日本テレビ）[いつ?]
- ものまねバトル 49（2009年1月4日、日本テレビ）

### CM
- 牛乳に相談だ。（2007年、中央酪農会議）[3]